# Артёмов, Николай Александрович
Николай Александрович Артёмов (нем. Nikolai Artemoff; род. 21 апреля 1950, Гессен) — священнослужитель Берлинской и Германской епархии Русской православной церкви заграницей, митрофорный протоиерей.

## Биография
Родился 21 апреля 1950 года в семье деятеля русской эмиграции, председателя НТС Александра Николаевича Артёмова (Зайцева).
Детство провёл в немецкой деревне, а юношеские годы — во Франкфурте-на-Майне, где окончил школу и Франкфуртский университет со степенью магистра по славистике и восточно-европейской истории, защитив диссертацию «Магистерская диссертация о творчестве Ф. М. Достоевского».
С 1978 года был прихожанином православной церкви Святой Елизаветы церкви в городе Висбаден (Германия), настоятелем которой был архимандрит Марк (Арндт). После рукоположения архимандрита Марка во епископа, переехал вслед за ним в Мюнхен. В 1980 году был рукоположен в сан диакона и священника. С самого начала своей пастырской деятельности отец Николай исполнял ответственные задачи в Германской епархии. В первые годы своего священства он должен был много ездить, поскольку окормлял несколько приходов в провинции. Приходы эти фактически уже вымирали.
В период с 1981 по 1996 год был настоятелем церкви Сергия Радонежского в Бад-Киссингене. С 1981 года организует и возглавляет ежегодный мюнхенский семинар по православию.
В 1990-х годах участвовал в переговорах с архиепископом Феофаном (Галинским) и священниками Берлинской епархии Московского патриархата, которые должны были создать основу для процесса воссоединения. В декабре 2003 года стал членом комиссии по восстановлению единства Русской Церкви. Там он работал до подписания Акта о каноническом общении между Русской Православной Церковью за рубежом и Русской православной церковью Московского патриархата.
22 мая 2016 года архиепископом Берлинским и Германским Марком, согласно решению Архиерейского Синода РПЦЗ награждён правом ношения митры.

## Публикации
статьи
- 1000-летие Крещения Руси: Выставка при храме св. Александра Невского в г. Копенгагене / автор текст. Н. Артемов. — [Б. м. : б. и.]. — 94 с. — ISBN 3-926165-07-3
- О Православной Российской церкви за рубежом и на родине. — Мюнхен, 1991. — 16 с.
- Цена жизни // Логос 1994. — № 49. — C. 122—130
- РПЦЗ и МП: О чем же, собственно говоря, речь? Попытка уточнить… // Вестник Германской епархии РПЦЗ. 1998. — № 3. — С. 19-24.
- Новосвященномученик Иосиф Петроградский // Вестник Германской епархии РПЦЗ. 1999. — № 2. — С. 7-11
- Постановление № 362 от 7/20 ноября 1920 г. и закрытие зарубежного ВВЦУ в мае 1922 г. Историческое и каноническое значение // История Русской Православной Церкви в XX веке (1917—1933): материалы конференции, Сэнтендре (Венгрия), 13-16 нояб. н. ст. 2001 г. — Мюнхен: Издание Обители Преп. Иова Почаевского, 2002. — С. 93-212.
- Протоиерей Николай Артёмов: «Нужна живая встреча лицом к лицу» // sedmitza.ru, 27 ноября 2002
- Анастасий (Грибановский) // Большая российская энциклопедия. Том 1. — Москва, 2005. — С. 672
- Что значит для нас каноническое общение? // pravoslavie.ru, 10 апреля 2006
- К всезарубежному собору 2006 года // pravoslavie.ru, 7 мая 2006
- По поводу после-соборных перетолкований // pravoslavie.ru, 1-2 июня 2006
- Литургия и эсхатология в творчестве Ф. М. Достоевского // Эсхатологическое учение Церкви: Материалы конференции (Москва, 14-17 ноября 2005). — М., 2007. — С. 439—459.
- Тихий послушник Божий: Митрополит Лавр и путь к воссоединению // pravoslavie.ru, 2 апреля 2008
- Собеседования представителей клир двух германских епархий (МП и РПЦЗ) 1993—1997 гг. как начало восстановления единства Русской Церкви // XVIII Ежегодная богословская конференция ПСТГУ: Материалы. Том I. 2008. — С. 302—324
- Протоиерей Николай Артемов: «Он утешил нас навсегда» // patriarchia.ru, 13 декабря 2008
- Поместный Собор 1917—1918 гг. как основа и источник Постановления № 362 от 7/20 ноября 1920 г. // 1917-й: Церковь и судьбы России. К 90-летию Поместного Собора и избрания патриарха Тихона: материалы международной научной конференции (Москва, 19-20 нояб.). — М.: Изд-во ПСТГУ, 2009. — С. 117—134.
- Смерть за правду // Журнал Московской Патриархии. — 2012. — № 7. — С. 74-79.
- То, что никогда нельзя забыть // Воспоминания соловецких узников: альбом. [Т. 7]. 1928—1935; отв. ред. иерей В. Умнягин. — Соловки: Издание Соловецкого монастыря, 2019. — 608 с. — (Воспоминания соловецких узников 1923—1939 гг.). — ISBN 978-5-91942-045-3 — С. 34-40

интервью
- Кноре Б. На пути к общему Собору. // «НГ Религии». — 2004. — № 6 (136). — С. 5
- Протоиерей Николай Артемов: «Триумфализм закрывает России глаза» // dw.com, 07.02.2012
- Интервью с протоиереем Николаем Артемовым // grad-petrov.ru, октябрь 2012 года
- Протоиерей Николай Артемов: «На всё смотреть глазами Христа» // pravmir.ru, 13 ноября 2015